# Касансай (річка)
Касансай (кирг. Касан-сай, узб. Kosonsoy) —   річка у Киргизстані та Узбекистані, права притока річки Сирдар'ї. У верхній течії - Чалкідісай.
Довжина рiчки становить  127 км, а площа басейну 1780 км². Касанай бере свiй початок на південному схилі Чаткальського хребта у Західному Тянь-Шані.
Тече спочатку у вузькій гірській долині, у нижній течії вступає у Ферганську долину. На підході до Ферганської долині річка повертає на південь, перетинає кордон Киргизстану з Узбекистаном, тече через місто Касансай (Наманганської області Узбекистану), продовжуючи свій рух на південь, проходить містом Туракурган  і повертає на захід від обласного центру області мiста Наманган до Сирдар'ї.
Середня річна витрата води у кишлаку Баймак (52 км від гирла) 11,6 м³/сек. Нижче протягом використовується для зрошення сільськогосподарських земель.
На річці Касансай в Джалал-Абадській області Киргизстану побудовано Касан-Сайське водосховище, яке тепер киргизькою мовою називається "Орто-Токою" (не можна це змішувати з однойменним селищем Орто-Токой, що знаходиться на сході (близько 700 км), на кордоні Наринської та Іссик-Кульської областей, у якого в 1960 споруджено Орто-Токойське водосховище.